# Adrian Bîrzu
Adrian Bîrzu (n. 13 august 1968, Hârlău – d. 21 mai 2017, Iași) a fost un chimist român, conferențiar universitar  în cadrul Facultății de Chimie, Universitatea „Alexandru Ioan Cuza” din Iași.

## Educație
A urmat cursurile școlii primare la Școala de Aplicație, pe cele gimnaziale la Liceul „Alexandru Ioan Cuza” din Iași, iar pe cele liceale la Colegiul Național din Iași.
A urmat cursurile Facultății de Fizică din cadrul Universității „Alexandru Ioan Cuza” din Iași (în perioada 1987-1992) și ale Facultății de Chimie, din cadrul aceleiași Universități (1993-1996). In anul 2000 a obținut titlul de doctor in domeniul Chimie, specializarea Chimie fizică, cu teza intitulată „Neliniaritate și autoorganizare în sisteme chimice departe de echilibru" (coordonator: Profesor Gelu Bourceanu).

## Activitate profesională
Din 1993 a fost angajat la Facultatea de Chimie, Universitatea „Alexandru Ioan Cuza” din Iași, ca asistent, lector și apoi conferențiar universitar. Pregatirea universitară și-a îmbunătățit-o prin stagii, burse sau specializări postuniversitare în universități și centre de cercetare din Germania, Statele Unite ale Americii, Ungaria, China etc. A predat cursuri de Chimie fizică, Termodinamică chimică, Cinetică chimică și Cinetică enzimatică. A fost (co)autor a șase cărți și cursuri universitare, precum și coordonatorul a numeroase lucrări de licență, dizertație și lucrări metodico-științifice pentru obținerea gradului I în învățământrul preuniversitar. În perioada 2010-2014 a fost cancelar al Facultății de Chimie. De asemenea, a pregatit elevii din lotul olimpic pentru Olimpiadele Internaționale de Chimie (2008-2009), fiind și membru în panelul de evaluare pentru Olimpiadele Naționale de Chimie (2005-2017).
Domeniile de cercetare în care a avut contribuții remarcabile au fost Dinamică neliniară (în special, în sisteme electrochimice) și Dinamica sistemelor complexe. Rezultatele sale au fost publicate în 32 articole, care au fost citate în peste 180 lucrări științifice (h-index= 7). In consecință, prin cercetările sale, Adrian Bârzu a contribuit la cunoașterea actuală în domeniul sistemelor neliniare și a sistemelor complexe, prin aplicarea metodelor matematice și de modelare numerică.
A coordonat două granturi internaționale în calitate de director de proiect și a făcut parte din echipe de cercetare a multor altora. A fost membru al Societății Române de Chimie (din 2005), membru al Registrului Național al Experților în Invățământ Superior și Cercetare (din 2005) și expert evaluator pentru bursele Fulbright în România (2011-2014).

## Burse și premii internaționale
1998-2001: Roman Herzog Fellowship, Bremen Universität (Prof. N.I. Jaeger)
2002-2003: Humboldt Research Fellowship, Technische Universität München și Fritz Haber Institute of Max Planck Society - Berlin (unde a lucrat în cadrul colectivului coordonat de către Profesorul Gerhard Ertl, laureat al Premiului Nobel pentru Chimie)
2005, 2008, 2011, 2015: Humboldt Research Fellowship,  Technische Universität München (Prof. K. Krischer)
2012: Senior Fulbright Fellowship, Saint Louis University (Prof. I.Z. Kiss)

## Publicații relevante (selecție)
- Periodic transition between breathing spots and synchronous sulfur deposition/dissolution in transpassive region of the electro-oxidation of sulfide on platinum, ChemElectroChem, 4(8) (2017) pp. 2075–2078[12]
- Asymmetrical multiphase front propagation and localized oscillations in a reaction-migration iron electrodissolution model with microfluidic flow cell geometry, Journal of Solid State Electrochemistry, 19(11) (2015) pp. 3229–3240[13]
- Spatially distributed current oscillations with electrochemical reactions in microfluidic flow cells, ChemPhysChem 16(3) (2015) pp. 555–566[14]
- Highly disparate activity regions due to non-uniform potential distribution in microfluidic devices: Simulations and experiments, Journal of Electroanalytical Chemistry 726 (2014) pp. 27–35[15]
- Resonance tongues in a system of globally coupled FitzHugh-Nagumo oscillators with time-periodic coupling strength, Chaos 20(4) (2010) 043114[16]
- Synchronization of electrochemical oscillators of S-NDR type,  Electrochimica Acta 55(2) (2009) pp. 383–394[17]
- A. Bîrzu, M. Dumitraș, „Cinetică chimică. Aspecte fundamentale”, Ed. Matrix Rom, București, 2008
- Confined spatio-temporal chaos during metal electrodissolution: Simulations, Zeitschrift fur Physikalische Chemie 221(9-10) (2007) pp. 1245–1254[18]
- Two-dimensional electrochemical turbulence during the electrodissolution of metal disk electrodes: Model calculations, Physical Chemistry Chemical Physics 8(31) (2006) pp. 3659–3668[19]
- Effect of the interface on separation in multicapillary gas chromatography-based hyphenated techniques for speciation analysis of organometallic compounds, Analytical and Bioanalytical Chemistry 382(8) (2005) pp. 1993–1998[20]
- G. Bourceanu, A. Bîrzu, „Termodinamica evoluției și dinamică neliniară”, Ed. Matrix Rom, București, 2004
- Stability of uniform electrode states in the presence of ohmic drop compensation, Electrochimica Acta 49(1) (2003) pp. 103–115[21]
- Excitable dynamics during electrodissolution of a metal disk electrode: Model calculations, Physical Chemistry Chemical Physics 5(17) (2003) pp. 3724–3731[22]
- Complex spatiotemporal antiphase oscillations during electrodissolution of a metal disk electrode: Model calculations, Journal of Physical Chemistry B 107(24) (2003) pp. 5825–5835[23]
- A. Bîrzu, G. Bourceanu, L. Onel, „Dinamică neliniară”, Ed. Matrix Rom, București, 2003
- Evolution of spatiotemporal patterns during the electrodissolution of metals: Experiments and simulations, Chaos 12(1) (2002) pp. 231–239[24]
- Spatiotemporal patterns on a disk electrode: Effects of cell geometry and electrolyte properties, Zeitschrift fur Physikalische Chemie 216(4) (2002) pp. 459–477[25]
- Spatiotemporal patterns during electrodissolution of a metal ring: Three-dimensional simulations, Journal of Electroanalytical Chemistry 504(2) (2001) pp. 126–136[26]
- Modelling of spatiotemporal patterns during metal electrodissolution in a cell with a point reference electrode, Physical Chemistry Chemical Physics 2(12) (2000) pp. 2715–2724[27]